# Traju (Bumijawa)
Traju is een bestuurslaag in het regentschap Tegal van de provincie Midden-Java, Indonesië. Traju telt 3106 inwoners (volkstelling 2010).